# Jordanoleiopus villiersi
Jordanoleiopus villiersi är en skalbaggsart som först beskrevs av Pierre Lepesme och Stefan von Breuning 1953.  Jordanoleiopus villiersi ingår i släktet Jordanoleiopus och familjen långhorningar. Inga underarter finns listade i Catalogue of Life.